# Astragalus takharensis
Astragalus takharensis är en ärtväxtart som beskrevs av Dieter Podlech. Astragalus takharensis ingår i släktet vedlar, och familjen ärtväxter. Inga underarter finns listade i Catalogue of Life.